# Hala Kopińska w Warszawie
Hala Kopińska – budynek domu towarowego znajdujący się w warszawskiej dzielnicy Ochota, przy ul. ppłk. M. Sokołowskiego „Grzymały” 2.

## Opis

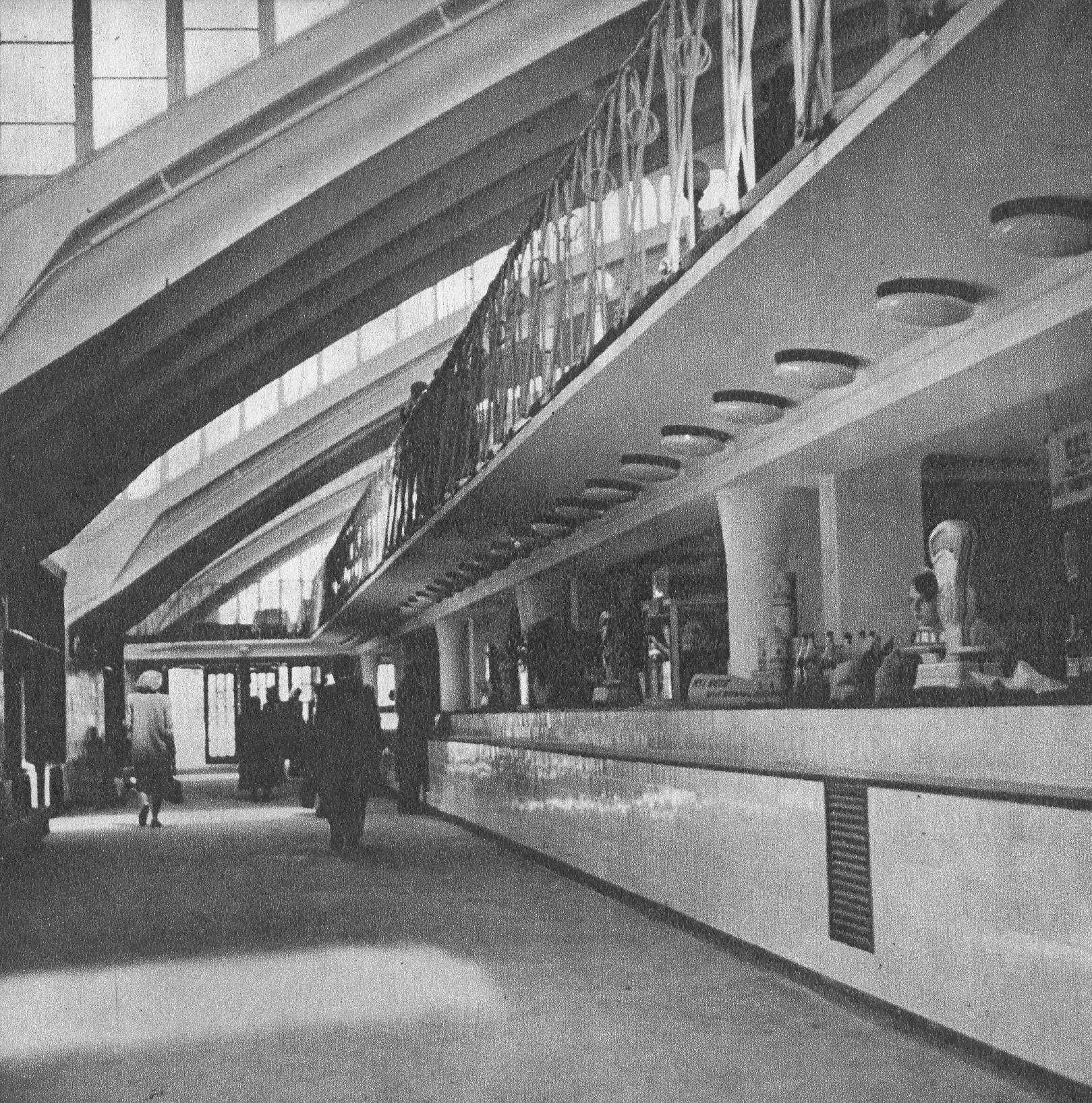
Wnętrze budynku w latach 50. XX wieku

Budynek został wzniesiony w latach 1952−1956 (według innego źródła 1952−1953) na podstawie projektu Zbigniewa Wacławka. Powstał na wybudowanym w pierwszej połowie lat 50. XX wieku osiedlu Ochota, znajdującym się między ulicami: Grójecką, Wery Kostrzewy (Bitwy Warszawskiej 1920 roku), Szczęśliwicką i Kopińską.
Obiekt pierwotnie nosił nazwę hala targowa Ochota. Później stał się siedzibą filii Powszechnego Domu Towarowego (PDT) Warszawa-Wola, a od 1958 roku − samodzielnego wielobranżowego domu towarowego PDT Warszawa-Ochota (PDT Ochota) przy ul. Kopińskiej 18. Prowadzono w nim sprzedaż detaliczną artykułów spożywczych i podstawowych artykułów przemysłowych.
Hala ma długość 60 i szerokość 36 metrów. Zadaszenie przeszklonymi ćwierćwalcami sprawiło, że budynek przypomina hangar lotniczy lub halę fabryczną. Jednym z jego charakterystycznych elementów jest wieża, w której umieszczono komin. Architekt zastosował również pseudogotycki, wertykalny detal. Wokół hali zaplanowano taras ogrodzony balustradą. W budynku urządzono m.in. jadłodajnię dla klientów o sklepieniu żebrowym wachlarzowym. W podziemiach powstały m.in. magazyny, chłodnie, kuchnia i stołówka dla personelu, prysznice, umywalnie oraz kotłownia. Był to pierwszy w Warszawie duży obiekt handlowy, w którym rozdzielono drogi dla kupujących od tras dostaw towarów, m.in. dzięki zastosowaniu ramp zjazdowych na poziom piwnic. Obok budynku powstało targowisko. W 2024 roku spółdzielnia zarządzająca Halą Kopińską została połączona ze spółdzielnią Hale Banacha, która zarządza innymi halami targowymi na Ochocie, przy Targowisku Banacha.
Obecna nazwa hali pochodzi od nazwy ulicy Kopińskiej, do numeracji której była pierwotnie przypisana.
Budynek został ujęty na opracowanej przez Stowarzyszenie Architektów Polskich w 2003 roku liście dóbr kultury współczesnej Warszawy z lat 1945–1989. Od 2012 roku znajduje się w gminnej ewidencji zabytków (numer OCH05261), pod nazwą historyczną Hala Towarowa „Ochota” i współczesną Hala Kopińska.
W hali mieści się m.in. duży wielobranżowy sklep samoobsługowy.